# Brezovke
Brezovke (lat. Betulaceae), biljna porodica iz reda bukvolike ili Fagales koja obuhvaća šest rodova drveća i grmova, to su: Alnus (joha), Betula (breza), Carpinus (grab), Corylus (lijeska), crni grab ili crnograb Ostrya i ostriopsis (Ostryopsis) s ukupno 234 zasada priznatih vrsta.

## Opis
Betulaceae, porodica je od šest rodova i oko 145 vrsta drvenastih cvjetnica (red Fagales). Članovi porodice rasprostranjeni su u umjerenim i subarktičkim područjima sjeverne hemisfere, gdje neki dosežu sjevernu granicu drvenastih biljaka; u tropskim planinama; a u Južnoj Americi kroz Ande sve do Argentine na jug.

### Fizički opis
Betulaceae su drveće i grmlje i imaju jednostavne, nazubljene, naizmjenične listove. Mnoge vrste su listopadne. Muški i ženski cvjetovi nalaze se na istoj biljci, pojavljuju se ispred ili s listovima. Oni su jednospolni i jednodomni skupljeni u muške i ženske sastavljene cvatove, rese (mace). Muški cvjetovi nose se u dugim visećim resicama, a ženski u kraćim visećim ili uspravnim resicama. Plod je obično mali oraščić ili kratkokrila samara.

### Glavni rodovi i vrste
Porodica Betulaceae može se podijeliti u dvije podporodice: Betuloideae, s rodovima Betula (breza) i Alnus (joha); i Coryloideae, s rodovima Carpinus (grab), Corylus (lijeska), Ostrya (crni grab) i Ostryopsis. Rod Betula, s približno 60 vrsta, najveći je u porodici.
Breze i johe daju drvo od velike gospodarske važnosti. Corylus je izvor lješnjaka ili lešnika. Ulje betule, koje se dobiva iz brezinih grančica, miriše i ima okus zimzelena i koristi se u štavljenju ruske kože. Brojne vrste cijenjene su kao ukrasne.

## Potporodice
1. Betuloideae Rich. ex Arn.; Alnus, Betula
2. Coryloideae Koehne; Carpinus, Corylus, Ostrya, Ostryopsis

## Betula-alnus
Rodu Betula-alnus Marshall pripada vrsta Betula-alnus rubra Marshall	, čiji status još nije riješen.

## Fosilni rodovi
Brezovke su poznate još u paleocenu i oligocenu, prije nekih 30 milijuna godina, rodovi: 
1. † Alnites H. Deane, 1902
2. † Alnoxylon Felix, 1884
3. † Asterocarpinus S.R. Manchester & P.R. Crane, 1987
4. † Betuliphyllum P. Dusén in O. Nordenskjöld, 1899
5. † Betulites Göppert, 1836
6. † Betuloxylon E. Hofmann, 1944
7. † Coryloides Manchester
8. † Corylocarpinus A. Straus, 1969
9. † Coryloxylon U. Prakash et al., 1971
10. † Cranea S.R. Manchester & Z.D. Chen, 1998
11. † Craspedodromophyllum P.R. Crane, 1981
12. † Eucarpinoxylon W.R. Müller-Stoll & E. Mädel, 1959
13. † Fagites H.R. Göppert in F. Wimmer, 1844
14. † Kardiasperma Manchester
15. † Palaeocarpinus P.R. Crane, 1981
16. † Paracarpinus S.R. Manchester & P.R. Crane, 1987
17. † Rhizoalnoxylon H. Conwentz, 1880
18. † Tubela P.I. Dorofeev in A.L. Takhtajan, 1982

## Vanjske poveznice
|  | Zajednički poslužitelj ima još gradiva o temi Betulaceae |
|  | Wikivrste imaju podatke o taksonu Betulaceae             |